# Luís Raimundo da Silva Brito
Dom Luís Raimundo da Silva Brito (São Bento dos Paris, 24 de agosto de 1840 - Recife, 9 de dezembro de 1915) foi um prelado e político brasileiro, primeiro Arcebispo de Olinda.
Foi ordenado padre em 19 de junho de 1864 por Dom Luís da Conceição Saraiva, O.S.B., bispo de São Luís do Maranhão. Em 1868, foi eleito vereador pela sua cidade natal. Foi deputado provincial pelo Maranhão no biênio 1876/1877. Promovido a bispo de Olinda, por Decreto Consistorial, de 18 de abril de 1901, foi sagrado bispo em 5 de maio de 1901, no Rio de Janeiro, pelo Cardeal Dom Joaquim Arcoverde de Albuquerque Cavalcanti, então Arcebispo do Rio de Janeiro e onde o padre era cônego desde 1878.
Por suas visitas a toda área da diocese e pelo trabalho de redivisão das paróquias, muitas das quais mais tarde se tornariam dioceses, conseguiu com que a diocese fosse elevada a arquidiocese, tornando-se seu primeiro arcebispo, em 5 de dezembro de 1910. Foi o principal consagrante dos bispos Augusto Álvaro da Silva e João Irineu Joffily.
Após um derrame cerebral, veio a falecer no Recife em 9 de dezembro de 1915, estando sepultado na Sé de Olinda.